# Onegai Teacher
Onegai Teacher (おねがい☆ティーチャー, Onegai Tīchā) é uma série de anime dirigida por Yasunori Ide, escrita por Yōsuke Kuroda, e produzida pela Bandai Visual, e foi posteriormente adaptada para uma versão em mangá. A história se foca em um grupo de amigos e nas coisas que acontecem depois que ganham uma nova professora.

## História
A história se passa no ano de 2002 falando sobre Kusanagi Kei,um garoto do colegial com uma misteriosa doença, o "Tetai", que faz com que ele desmaie conforme as suas emoções. Ele acaba se apaixonando por sua professora, Kazami Mizuho ,que é uma extra-terrestre com aparência igual a de um ser humano, que veio ao planeta para estudar o comportamento de jovens estudantes. Devido a um mal entendido com os tios de Kei e o diretor do colégio onde ele estuda e ela trabalha, Kei e a professora Mizuho acabam se casando, mas mantêm isto em segredo das pessoas da cidade. Isto dificulta até mesmo o relacionamento entre Kei e seus amigos.
A professora traz consigo um computador falante, chamado Marie (Onegai Teacher) que emite sons engraçados a todo o instante. Participam na trama também a mãe e Maho a irmã de Mizuho Kazami.

## Mangá
O mangá foi produzido pelo mangaká Shizuru Hayashiya e publicado inicialmente pela companhia Media Works na revista Dengeki Daioh, no ano de 2001, tendo posteriormente sido publicado em dois volumes.
Também foi publicado em outros países como Brasil (Editora JBC) e Estados Unidos (ComicsOne).

## Anime
O anime foi produzido pelo estúdio Bandai Visual, dirigido por Yasunori Ide, e tendo como produtora a Please!.
A série conta com 12 episódios e 1 OVA, tendo sido exibido no ano de 2002, E Tem Uma Continuaçao Onegai Twins

### Músicas
Abertura
1. Shooting Star - Kotoko

Encerramento
1. Sora no Mori de - Mami Kawada
2. Love a Riddle (último episódio) - Kotoko